# Vlag van Aragón
De vlag van Aragón werd officieel aangenomen op 16 april 1984, gebaseerd op de traditionele vlag van de koningen van Aragón (Senyal Real), die stamt uit ongeveer 1150. Andere landen die erfgoed van de koningen van Aragon waren, zoals het graafschap Barcelona (Catalonië), Valencia, de Balearische Eilanden en enkele gebieden in het zuiden van Frankrijk, hebben ook "de vier strepen" als vlag. Vlaggen met dit patroon worden ook wel in het Catalaans "senyera" genoemd of "sinyal d'Aragon" in het Aragonees.
Het traditionele wapenschild kwam op de vlag om het verschil tussen Aragón en Catalonië te maken. De Catalaanse verordening “Estatut de Autonomia”, uit 1979, had namelijk op dat moment de vlag geadopteerd.

## Ontwerp
Ze is een rechthoekige vlag met horizontale dunne strepen. Deze zijn afwisselend geel en rood. Op de vlag komen 5 gele strepen en 4 rode strepen voor.
Aan de linkerzijde (tegen de vlaggenstok) bevindt zich een wapenschild. Het wapenschild is normaal gebouwd met een kroon en verdeeld in 4 vlakken, of kwartieren:
- Linker bovenvlak: een boom met een katholiek kruis op een gele achtergrond.
- Rechter bovenvlak: een wit kruis op een blauwe achtergrond.
- Linker ondervlak: dit vlak is verdeeld in 4 delen door een rood kruis. In de 4 vakken staan moorse hoofden met elk een verschillende hoofddoek.
- Rechter ondervlak: dit is eigenlijk een kopie van de vlag, maar dan met verticale strepen en zonder wapenschild, ook wel het wapen van het Koninkrijk Aragon.